# Taxi (bande dessinée)
Pour les articles homonymes, voir Taxi (homonymie).
Taxi est une série de bande dessinée d'aventures au contenu féministe dessinée et scénarisée par l'auteur espagnol Alfonso Font de 1987 à 1991. L'héroïne qui donne son nom à la série est une journaliste téméraire qui vit à Barcelone. C'est probablement le personnage le plus populaire de son auteur.

## Histoire éditoriale
Taxi est prépubliée à partir de 1987 dans la revue espagnole mensuelle de bande dessinée pour adultes Cimoc.
À partir de 1988, Norma Editorial publie la série en Espagne en trois albums dans sa collection "Cimoc Extra Color".
En France, la série est publiée à partir de 1989, également en trois albums, d'abord par Dargaud puis par Le Vaisseau d'argent.

## Lieux de l'intrigue
Les lieux de l'action et les paysages ont beaucoup d'importance dans la série. Le premier album se déroule à Barcelone, et l'on y découvre le port, le marché de La Boquería, le Quartier Gothique et la  Gare de Sants. Dans le deuxième album, l'action se déplace en Afrique, dans le Sahara, où Taxi bénéficie de l'hospitalité du peuple Touaregs. Enfin, dans le dernier album, une histoire de trafic de stupéfiants sur la Costa Brava, on découvre la ville de Tossa de Mar et le Parc Güell à Barcelone.

## Publications

### Albums

#### Albums publiés en espagnol
- Taxi (scénariste et dessinateur), Norma Editorial, collection "Cimoc Extra Color", 1988-1991 :

1. El laberinto del dragón, no 47, 1988[2]
2. Un crucero al infierno, no 53, 1989
3. La fosa del diablo, no 78, 1991[3]

#### Albums publiés en français
- Elle s'appelle TAXI (scénariste et dessinateur), Dargaud (tome 1) et Le Vaisseau d'argent (tomes 2 et 3), 1989-1991 :

1. Le labyrinthe du dragon, 1989
2. Une croisière en enfer, 1990
3. Les dents du requin, 1991